# 奉圣寺

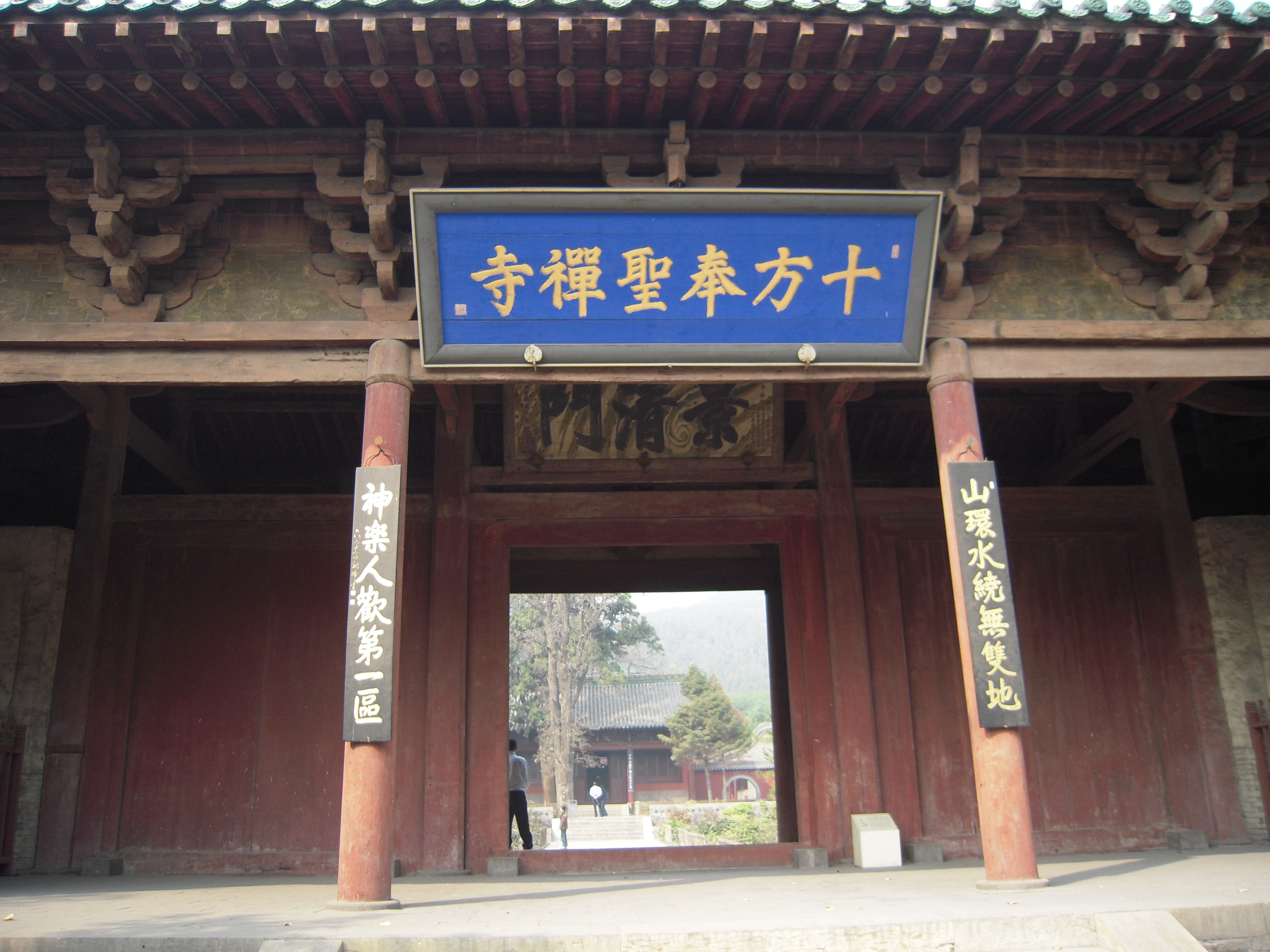
奉圣寺山门，原晋祠景清门

奉圣寺，全名“十方奉圣禅寺”，位于太原市晋祠南端。

## 历史
奉圣寺本是唐朝开国功臣鄂国公尉迟敬德的别墅，唐高祖李渊武德五年（622年）奉敕舍宅创建为寺，赐额“十方奉圣禅寺”。1213年，蒙古兵攻太原时毁于战火。元代由高僧洪智重建。1950年，占据奉圣寺的一所疗养院拆除寺院的全部建筑。1979年，根据山西副省长兼太原市委书记岳维藩提议，在晋祠内奉圣寺原址重修奉圣寺，从各处搬迁来元、明建筑精品，分别迁建为中轴线上的大雄宝殿、过殿、山门。

## 建筑
原奉圣寺规模宏大，前后三进，东西中轴线长126米，面积4158平方米。现存建筑系1980年前后迁建。
- 山门：由景清门（晋祠早期山门）迁建于此。创建于元代，单檐歇山顶，高10.5米。面阔五间，进深四椽。殿顶精美的琉璃为明代烧制。
- 过殿：由汾阳二郎庙迁来，建于元至元十七年(1280)。悬山顶，面阔三间，进深四椽。
- 大雄宝殿：由太原东山马庄芳林寺迁来，创建于宋熙宁二年(1069年)，明代重修[3]。大殿单檐歇山顶，面阔五间，进深八椽，高13.5米。斗拱粗大，出檐达两米。殿内两山及后檐墙壁画36幅。
- 前院：前院南北两侧碑廊中，陈列唐圣历二年(699年)，高僧什刹难陀所译八十卷《华严经》。武则天为之作序。抗日战争时期曾藏于八里外的风峪石洞。

## 外部連結
- 晉祠博物館
- 太原道·晉祠覽勝 （页面存档备份，存于）